# Preysal
Preysal es una localidad de Trinidad y Tobago, que forma parte de la región de Couva-Tabaquite-Talparo.

## Geografía
La localidad abarca parte de la isla Trinidad y limita al norte con Freeport y Chickland, al sur con Indian Trail y Gran Couva, al este con Gran Couva y al oeste con Spring Village North.

## Demografía
Datos demográficos de la localidad de Preysal:
| Gráfica de evolución demográfica de Preysal entre 2000 y 2011 |
|                                                               |